# 英厄·扬森
英厄·扬森（荷蘭語：Inge Janssen，1989年4月20日—），荷兰女子赛艇运动员。她曾代表荷兰参加2012年、2016年和2020年夏季奥林匹克运动会赛艇比赛，其中2016年奥运会获得一枚银牌。